# Hrabstwo Goshen
Hrabstwo Goshen (ang. Goshen County) – hrabstwo w stanie Wyoming w Stanach Zjednoczonych. Obszar całkowity hrabstwa obejmuje powierzchnię 2232,16 mil² (5781,27 km²). Według szacunków United States Census Bureau w roku 2009 miało 12 319 mieszkańców. Jego siedzibą administracyjną jest Torrington.
Hrabstwo powstało w 1911 roku. Jego nazwa pochodzi albo od biblijnej krainy Goszen (ang. Land of Goshen), albo od francuskiego trapera imieniem Gosche.

## Miasta
- Fort Laramie
- La Grange
- Lingle
- Torrington
- Yoder

## CDP
- Hawk Springs
- Huntley
- Veteran